# 859 Bouzaréah
A 859 Bouzaréah (ideiglenes jelöléssel 1916 c) egy kisbolygó a Naprendszerben. Frédéric Sy fedezte fel 1916. október 2-án.